# Вінглет

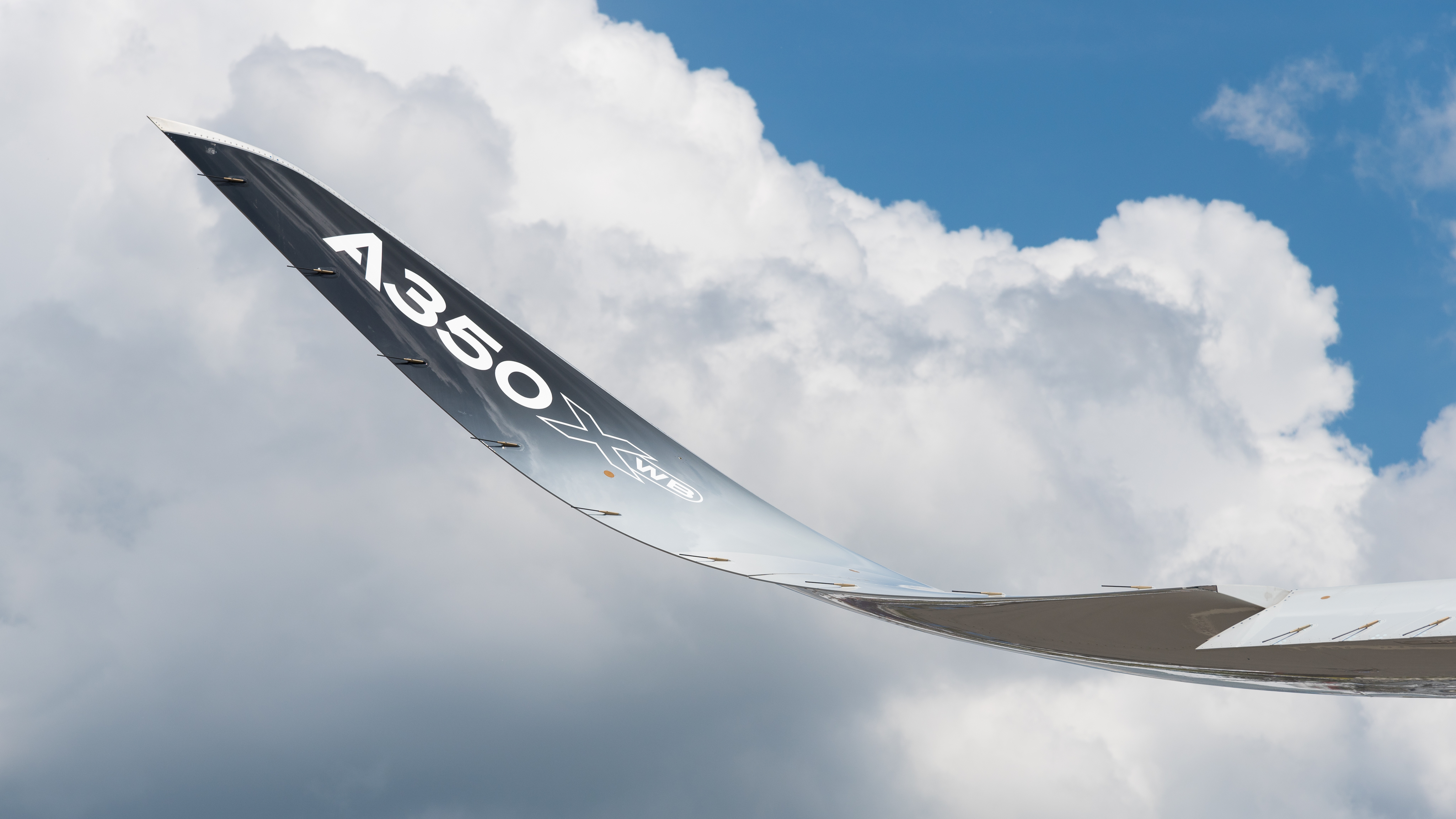
Вінглети Airbus A350

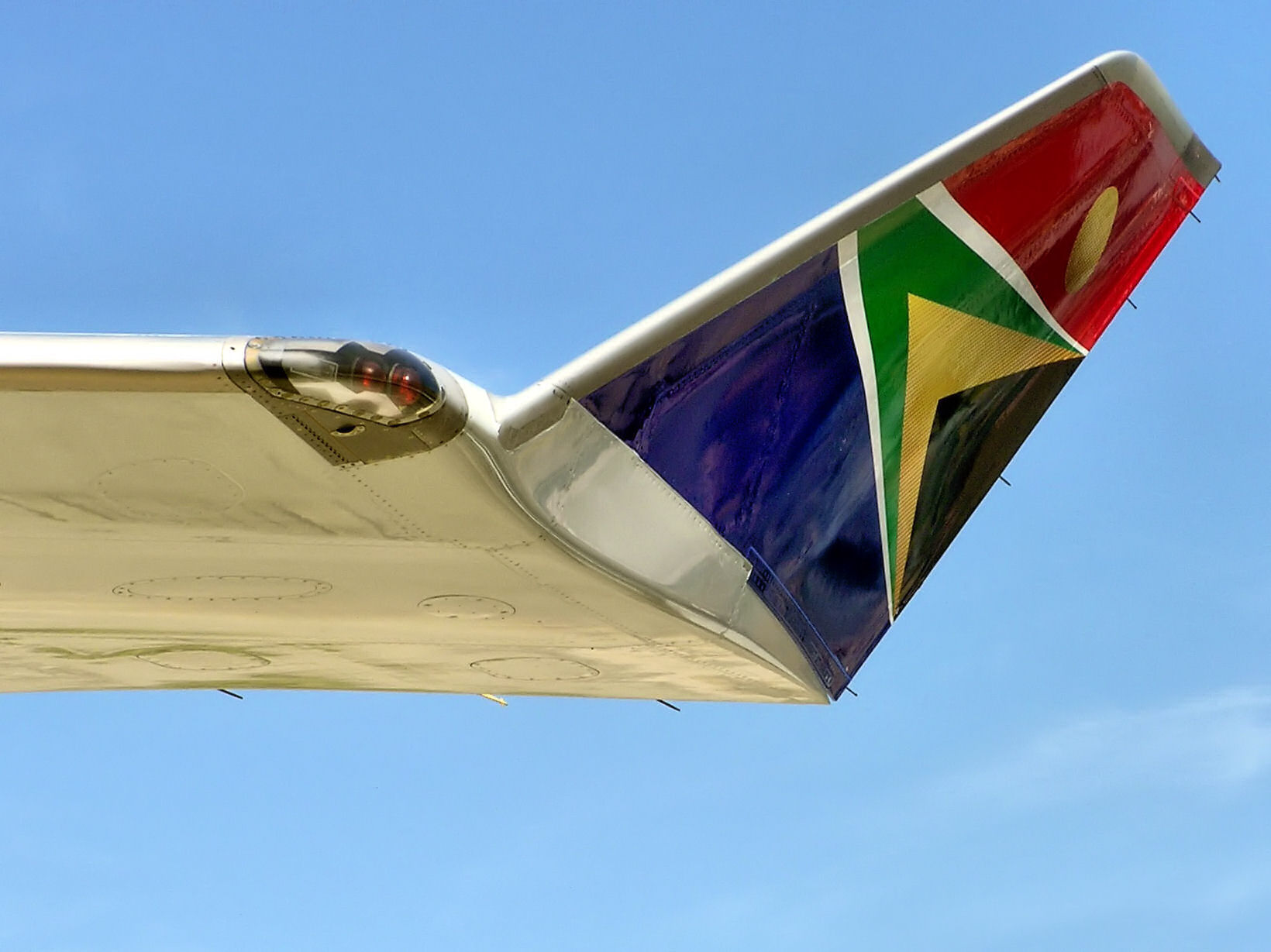
Вінглети у Boeing 747—400

Вінглет (англ. winglet «крильце»; інша назва кінцеві крильця або закінцівки крила) — невеликі додаткові елементи на кінцях крил літака у вигляді крилець або плоских елементів. Вінглети крила слугують для збільшення ефективного розмаху крила, знижуючи індуктивний опір від вихору, який бере початок у кінці стрілоподібного крила, і, як наслідок, для збільшення підіймальної сили на кінці крила. Також вінглети дозволяють збільшити подовження крила, майже не змінюючи при цьому його розмаху. Застосування вінглетів крила дозволяє поліпшити паливну економність у літаків, або дальність польоту у планерів. В наш час[коли?] одні й ті ж типи літаків можуть мати різні варіанти вінглетів.
З літаків, що серійно випускаються або випускалися, вінглети мають: автожир А-7, літаки Су-80, Ан-158, Ту-204/214, Ту-334 і Іл-96. Також вінглети передбачалося використовувати в проєкті літака Як-44.

## Історія виникнення
Брати Райт у 1905 році вперше застосували вінглети на літальному апараті Флайер-III, і пізніше на моторизованому літаку «Модель-А». Річард Тревіс Віткомб, авіаційний фахівець і інженер, співробітник НАСА, був одним з перших дослідників впливу вінглетів крила на аеродинаміку літака. На початку 1970-х він сконструював вінглет крила, що перпендикулярно поширюється вгору і вниз від площини крила.
На пасажирських літаках закінцівки були вперше застосовані на Boeing 747-400 випуску 1985 року. З 2009 року дана конструкція застосовується на крилах середньомагістральних літаків серії Airbus A320.
На початку 1990-х Луї Гратцер, головний спеціаліст з аеродинаміки компанії Aviation Partners, придумав і запатентував «blended winglet» — поєднане крильце, яке плавно загинається вгору по дузі великого радіуса і має велике відносне подовження. Перше ж застосування крилець нової конструкції для модернізації ділового літака Gulfstream II в 1991 році дозволило скоротити витрату палива на 7 %. Настільки масштабна економія за рахунок модернізації виявилася безпрецедентною в історії авіації, якщо не вважати переробки всього літака або ремоторизації.

## Принцип дії
Підіймальна сила крила утворюється різницею тисків під крилом і над крилом. Через різницю тисків частина повітря перетікає через край крила з області високого тиску знизу в область зниженого тиску зверху, утворюючи при цьому кінцевий вихор. На утворення вихору витрачається енергія руху, що призводить до появи сили індуктивного опору. Кінцевий вихор також призводить до перерозподілу підіймальної сили за розмахом крила, зменшуючи його ефективну площу і подовження, і знижуючи аеродинамічні якості. Встановлення вінглетів допомагає домогтися оптимальнішої форми розподілу підіймальної сили.
Вінглет дає змогу зменшити силу опору крила коштом енергії кінцевого вихору (супутнього струменю). Він так спрофільований, що вихор створює на вінглеті додаткову підіймальну силу, вектор якої має компонент спрямований вперед назустріч потоку. Вінглети приносять велику користь для крил, які генерують сильний супутній струмінь. Тобто вінглети принесуть більше користі крилу з малим відносним подовженням, ніж більш ефективному більш подовженому крилу.
Встановлення вінглетів призводить до появи додаткової маси позаду осі гнучкості крила, що призводить до зменшення запасу швидкості до настання флатера. 
Тому на Боїнг 737 разом з установкою вінглетів, (не під час заводської збірки), встановлювали Wing Load Alleviation System, яка обмежувала кут підйому інтерцепторів під час гальмування в польоті.

## Гребневий вінглет
Гребневі вінглети являють собою горизонтальні кінчики крил, що мають більший кут стрілоподібністі, ніж основна частина крила. Основне призначення таких закінцівок — підвищення паливної економності, поліпшені характеристики при наборі висоти, зменшення довжини розбігу при зльоті. Гребневі закінцівки дозволяють зменшити індуктивний опір крила. Випробування даних закінцівок в НАСА і Боїнгу показали, що паливна економічність з такими закінцівками склала 5,5 % проти 3,5-4,5 %, які забезпечували звичайні вертикальні закінцівки. Гребневі закінцівки вже використовуються на літаках Boeing 767, Boeing 777, а також плануються до установки на літаках Boeing 787 і Airbus A350.